# ISO 3166-2:ZA
ISO 3166-2:ZA – kody ISO 3166-2 dla prowincji w Południowej Afryki.
Kody ISO 3166-2 to część standardu ISO 3166 publikowanego przez Międzynarodową Organizację Normalizacyjną. Kody te są przypisywane głównym jednostkom podziału administracyjnego, takim jak np. województwa czy stany, każdego kraju posiadającego kod w standardzie ISO 3166-1. 
Aktualnie (2017) dla Południowej Afryki zdefiniowano kody dla 9 prowincji. 
Pierwsza część oznaczenia to kod Południowej Afryki zgodnie z ISO 3166-1, natomiast druga część oznaczenia znajdująca się po myślniku to kod liczbowy jednostki administracyjnej. 

## Kody ISO
| Kod ISO | Nazwa jednostki administracyjnej | Nazwa jednostki administracyjnej w języku angielskim (en) | Nazwa jednostki administracyjnej w języku afrikaans (af) | Nazwa jednostki administracyjnej w języku ndebele południowy (nr) | Nazwa jednostki administracyjnej w języku północny sotho (nso) | Nazwa jednostki administracyjnej w języku sotho (st) | Nazwa jednostki administracyjnej w języku suazi (ss) |
| ------- | -------------------------------- | --------------------------------------------------------- | -------------------------------------------------------- | ----------------------------------------------------------------- | -------------------------------------------------------------- | ---------------------------------------------------- | ---------------------------------------------------- |
| ZA-EC   | Prowincja Przylądkowa Wschodnia  | Eastern Cape                                              | Oos-Kaap                                                 | iPumalanga-Kapa                                                   | Kapa Bohlabela                                                 | Kapa Botjhabela                                      |                                                      |
| ZA-FS   | Wolne Państwo                    | Free State                                                | Vrystaat                                                 | iFreyistata                                                       | Freistata                                                      | Freistata / Foreisetata                              |                                                      |
| ZA-GT   | Gauteng                          | Gauteng                                                   | Gauteng                                                  | iGauteng                                                          | Gauteng                                                        | Kgauteng                                             | Gauteng                                              |
| ZA-NL   | KwaZulu-Natal                    | KwaZulu-Natal                                             | KwaZulu-Natal                                            | iKwaZulu-Natal                                                    | GaZulu-Natala                                                  | Hazolo-Natala                                        | KwaZulu-Natali                                       |
| ZA-LP   | Limpopo                          | Limpopo                                                   | Limpopo                                                  | Limpopo                                                           | Limpopo                                                        | Limpopo                                              | Limpopo                                              |
| ZA-MP   | Mpumalanga                       | Mpumalanga                                                | Mpumalanga                                               | iMpumalanga                                                       | Mpumalanga                                                     | Mpumalanga                                           | Mpumalanga                                           |
| ZA-NC   | Prowincja Przylądkowa Północna   | Northern Cape                                             | Noord-Kaap                                               | iTlhagwini-Kapa                                                   | Kapa Leboya                                                    | Kapa Leboya                                          |                                                      |
| ZA-NW   | Prowincja Północno-Zachodnia     | North West                                                | Noordwes                                                 | iTlhagwini-Tjhingalanga                                           | Lebowa Bodikela                                                | Leboya (le) Bophirima                                |                                                      |
| ZA-WC   | Prowincja Przylądkowa Zachodnia  | Western Cape                                              | Wes-Kaap                                                 | iTjhingalanga-Kapa                                                | Kapa Bodikela                                                  | Kapa Bophirimela                                     |                                                      |

| Kod ISO | Nazwa jednostki administracyjnej w języku tsonga (ts) | Nazwa jednostki administracyjnej w języku tswana (tn) | Nazwa jednostki administracyjnej w języku venda (ve) | Nazwa jednostki administracyjnej w języku xhosa (xh) | Nazwa jednostki administracyjnej w języku zulu (zu) |
| ------- | ----------------------------------------------------- | ----------------------------------------------------- | ---------------------------------------------------- | ---------------------------------------------------- | --------------------------------------------------- |
| ZA-EC   | Kapa-Vuxa                                             | Kapa Botlhaba                                         | Kapa Vhubvaḓuvha                                     | Mpuma-Koloni                                         | Mpumalanga-Kapa / Mpumalanga-Koloni                 |
| ZA-FS   | Free State                                            | Foreisetata                                           | Fureisitata                                          | Freyistata                                           | Fuleyisitata / Freyisitata                          |
| ZA-GT   | Gauteng                                               | Gauteng                                               | Gauteng                                              | Rhawuti                                              | Gauteng                                             |
| ZA-NL   | Kwazulu-Natal                                         | KwaZulu-Natal                                         | HaZulu-Natal                                         | KwaZulu-Natala                                       | KwaZulu-Natali                                      |
| ZA-LP   | Limpopo                                               | Limpopo                                               | Vhembe                                               | Limpopo                                              | Limpopo                                             |
| ZA-MP   | Mpumalanga                                            | Mpumalanga                                            | Mpumalanga                                           | Mpumalanga                                           | Mpumalanga                                          |
| ZA-NC   | Kapa-N’walungu                                        | Kapa Bokone / Kapa Leboa                              | Kapa Devhula                                         | Mntla-Koloni                                         | Nyakatho-Kapa / Nyakatho-Koloni                     |
| ZA-NW   | N’walungu-Vupeladyambu                                | Bokone Bophirima                                      |                                                      | Mntla-Ntshona                                        | Nyakatho-Ntshonalanga                               |
| ZA-WC   | Kapa-Vupeladyambu                                     | Kapa Bophirima                                        | Kapa Vhukovhela                                      | Ntshona-Koloni                                       | Ntshonalanga-Kapa / Ntshonalanga-Koloni             |